# 국가중산과학연구원
국가중산과학연구원(중국어 정체자: 國家中山科學研究院, 병음: Guójiā Zhōngshān Kēxué Yánjiùyuàn), 줄여서 중산과학연구원은 중화민국 타오위안 시 룽탄 구에 있는 중화민국 국방부 산하 국방기술 관련 연구소로, 국방과학기술과 함께 민간에서도 사용할 수 있는 기술을 연구하는 국립연구소이다.
대한민국의 국방과학연구소와 비슷한 역할을 하는 기관이다.

## 역사
1965년 4월 9일 중화민국 국방부는 스먼과학연구원이라는 이름으로 국방과학기술 연구기관 설립을 위한 준비부서를 설치하였다가, 그 해 11월 12일에 공식적으로 중산과학연구원이라는 명칭을 제정하였고 1969년 7월 1일에 정식 수립되었다.
2004년 3월 1일 국방부군비국중산과학연구원으로 개칭되었다가, 2014년 4월 16일에 행정법인 국가중산과학연구원으로 개편하여 오늘에 이르고 있다.

### 핵무기 개발 프로젝트
중산과학연구원은 냉전 시대의 와중에 핵무기 개발 프로젝트를 진행하였다. 1967년 핵능연구원과 합동 프로젝트로 착수하였다. 그러나 국제 원자력 기구의 조사 결과 중화민국의 핵무기 개발 프로젝트가 확인되었고, 결국 미국의 압력과 맞물려 1976년 핵무기 개발 프로젝트는 전격 중단되었다. 그 이후 핵 관련 시설과 연료등은 미국으로 인계되었고, 이 과정은 장셴이 예비역 대령의 공개로 대중들에게 알려지게 되었다.

## 조직
중산과학연구원은 6개 연구소와 5개 센터로 이뤄져있다.

### 연구소
- 항공계통연구소
- 미사일·로켓연구소
- 정보통신연구소
- 화학공학연구소
- 재료공학연구소
- 전자시스템연구소

### 센터
- 시스템 개발센터
- 시스템 생산센터
- 시스템 유지관리센터
- 병참센터
- 민군공용기술센터

## 주요 개발병기

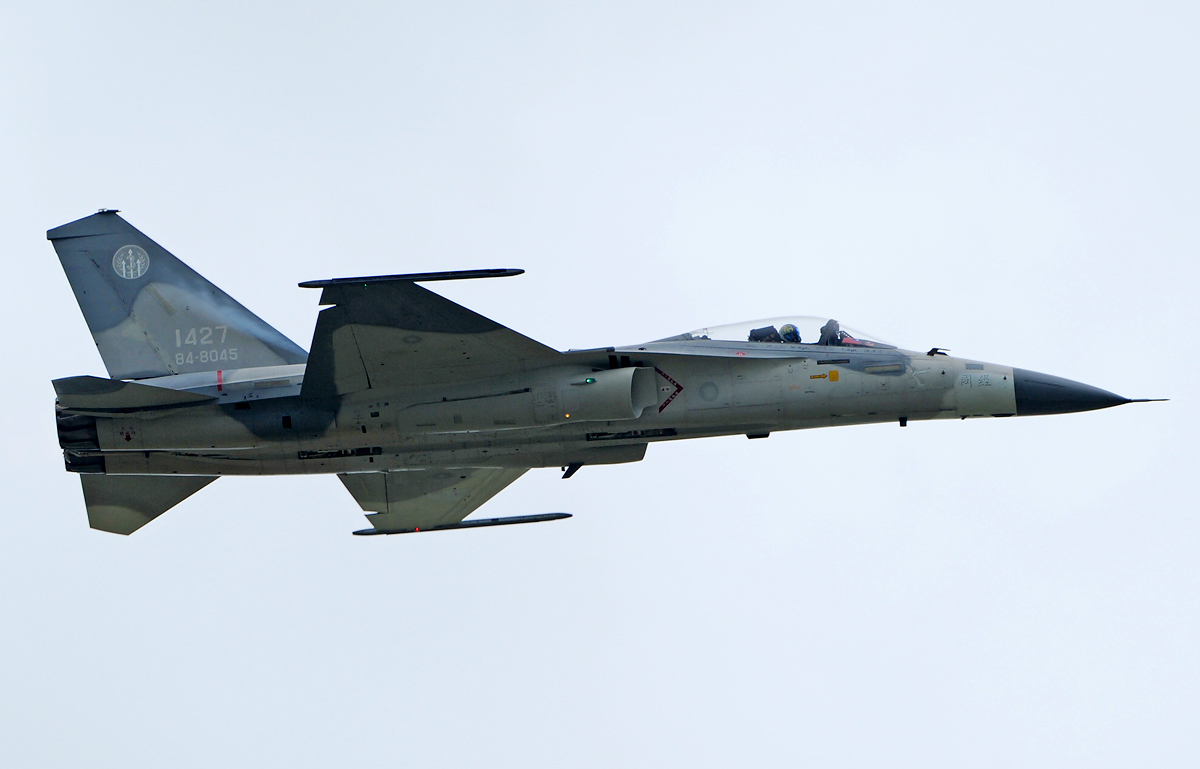
AIDC 경국호

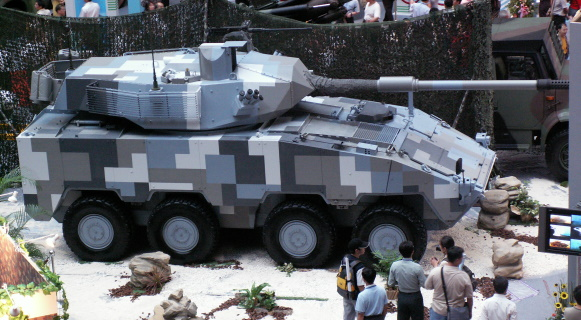
CM-32 장갑차

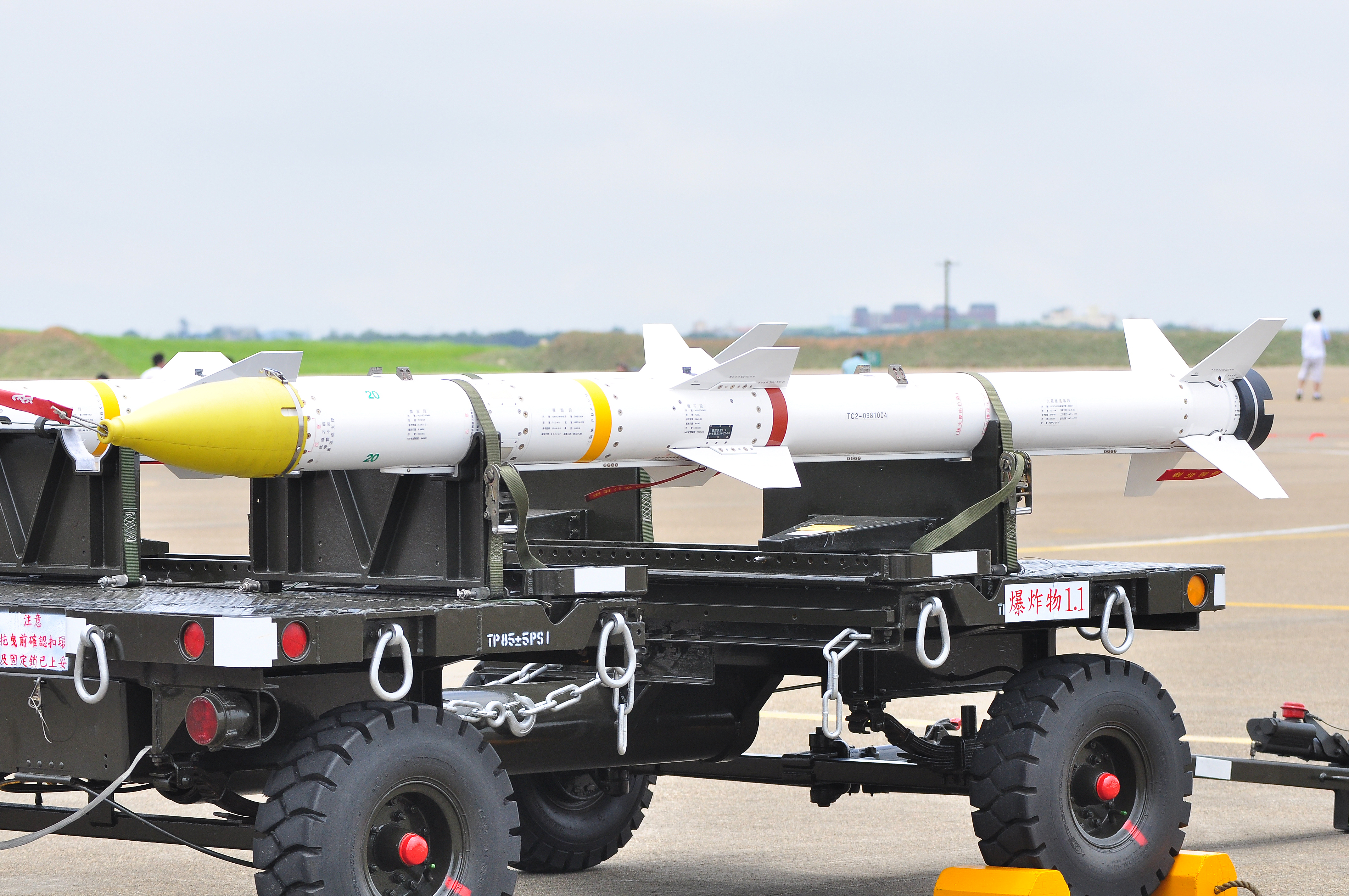
천검2

- 순항미사일: 슝펑 미사일, 천검2 미사일, 윈펑 미사일
- 탄도유도탄: 칭펑 미사일, 티엔마 미사일
- 방공유도탄: 텐궁 미사일I, 텐궁 미사일II, 텐궁 미사일III, 해검 미사일
- 공대공 미사일:천검1, 천검2
- 대함미사일: 슝펑 대함 미사일
- 항공기: AIDC 경국호, AIDC AT-3 쯔창 훈련기
- 무인기: 청스양 2
- 전투함: 투장급 코르벳함, 광화6호 고속정
- 차륜형 장갑차: CM-32 장갑차

## 참여 민간 과학 기술 프로젝트
- 아타카마 대형 밀리미터 집합체
- 포모사 5호 인공위성

## 같이 보기
- 중화민국 국군
- 중화민국 국방부
- 국방과학연구소
- 영국 국방과학기술연구소
- 미국 해군 연구개발국
- DARPA
- 국방연구개발기구